# فرایندهای سینتیکی در مهندسی مواد و متالورژی
فرایندهای سینتیکی در مهندسی مواد و متالورژی کتابی از خطیب‌الاسلام صدرنژاد است که در سال ۱۳۷۲ منتشر و در مراسم کتاب سال جمهوری اسلامی ایران به‌عنوان کتاب برگزیده معرفی شد.